# Nowy Klukom
Nowy Klukom est une localité polonaise de la gmina rurale de Krzęcin, située dans le powiat de Choszczno en voïvodie de Poméranie-Occidentale. Elle se trouve à environ 11 km au sud-est de la ville de Choszczno et 71 km au sud-est de Szczecin, la capitale régionale. 

## Géographie

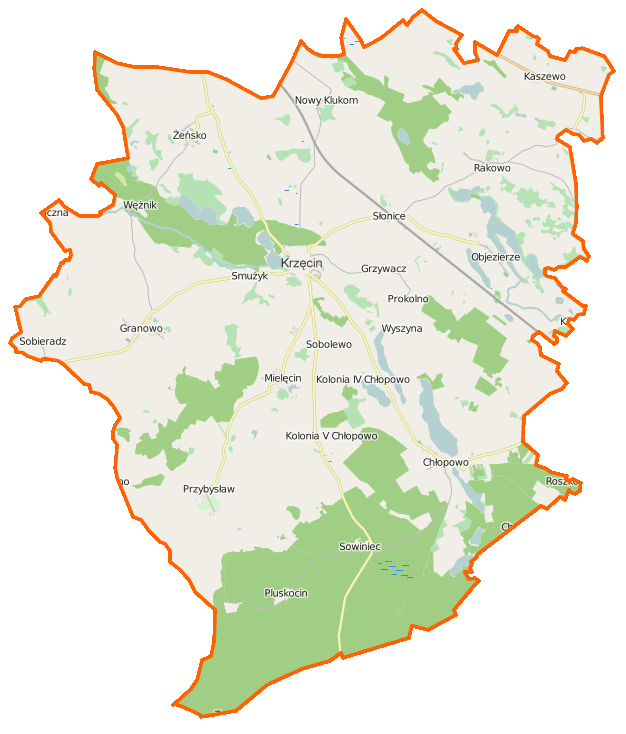
Carte de la gmina de Krzęcin.

## Histoire
De 1815 à 1945, Neu Klücken fait partie de l'arrondissement d'Arnswalde dans le district de Francfort au sein de la province de Brandebourg.

## Personnalités liées à la ville
- Christian Friedrich Wutstrack (1764-1809), historien.